# INBUS I.330
L'autocar InBus I.330 est un véhicule de transport de personnes destiné à un service de ligne régionale, tourisme et grand tourisme.

## Histoire
Les constructeurs d'autobus De Simon Bus de Osoppo dans la province d'Udine dans le Nord-Est de l'Italie et Breda C.F. de Pistoia se rapprochent de la Carrozzeria Sicca de Vittorio Veneto, constructeur de châssis et de carrosseries d'autobus qui avait inventé et fabriquait un nouveau type de châssis d'autobus de 12 mètres novateur et surbaissé en treillis, avec le moteur placé en porte à faux à l'arrière, le Siccar 176L. En 1975, ces trois sociétés, rejointes par Sofer SpA de Pouzzoles près de Naples, créent le consortium InBus - Industrie Autobus SpA.
Pour essayer de contrer la suprématie de l'autocar Fiat 370 depuis son lancement en 1976, actualisé et renommé Iveco 370 en 1983, les membres du consortium InBus décident de lancer l'autocar InBus I.330 en 1984.

## Caractéristiques techniques
L'autocar InBus I.330 est construit sur un châssis en treillis breveté, Siccar 166, qui servira également de base à son successeur, le Bredabus 5001. Il est équipé de moteurs Fiat-Iveco sans turbo compresseur. Deux versions sont disponibles, l'une avec le moteur 6 cylindres en ligne Fiat type 8210.02 de 13.798 cm3 développant 260 ch à 1.200 tr/min et l'énorme V8 IVECO type 8280.02 de 17.174 cm3 développant 352 ch. 
Le véhicule n'est disponible qu'en 12 mètres de longueur. Une version grand tourisme, baptisée Inbus SL.330 "Super Linea", n'a pas connu le succès mérité. 
Esthétiquement, l'InBus I.330 ressemble fortement à l'InBus I.240, dont on peut considérer qu'il représente la version rehaussée pour une utilisation plus touristique qu'en ligne régulière au sein de la gamme autocars InBus. Comme malheureusement tous les autres modèles du constructeur, ce modèle a été pénalisé par l'extrême rigidité du châssis et du manque de souplesse des suspensions.

## Les différentes versions
Toutes les versions mesurent 12,00 mètres de longueur :

### InBus I.330/26 Interurbain
- Motorisation : diesel 6 cylindres en ligne aspiré FIAT 8210.02 de 13.798 cm3, 260 ch,

### InBus I.330/30 Interurbain
- Motorisation : diesel 6 cylindres en ligne suralimenté FIAT 8210.22 de 13.798 cm3, 300 ch,

### InBus I.330/35 Interurbain
- Motorisation : diesel 8 cylindres en V aspiré FIAT 8280.02 de 17.174 cm3, 352 ch,

### InBus SL.330/35 Grand Tourisme
- Motorisation : diesel 8 cylindres en V aspiré FIAT 8280.02 de 17.174 cm3, 352 ch.

## Utilisateurs
Durante la décennie 1980, l'autocar InBus I.330 a connu un assez bon succès commercial, surtout auprès des sociétés de transport de l'Italie du Sud même s'il a dû affronter l'énorme concurrence du très apprécié et réputé Fiat-Iveco 370. 
Un modèle InBus SL.330 de l'ATC de Bologne est resté en service actif jusqu'en 2006. 